# Ludovico Zacconi

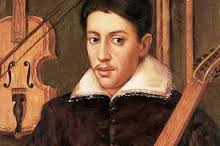

Ludovico Zacconi (Pésaro, 11 de junio de 1555 - Fiorenzuola de Focara, cerca de Pésaro, 23 de marzo de 1627), monje agustino, teórico y polígrafo italiano.
Vivió durante mucho tiempo en Venecia, donde fue discípulo de Andrea Gabrieli. Fue ordenado sacerdote en 1575, y dirigió los coros de los agustinos.
En 1585 fue llamado a Graz como chantre de la Corte del Archiduque Carlos. Al fallecimiento de éste, entró al servicio del Archiduque Guillermo de Baviera, en Múnich (1591-95). Dedicó el resto de su vida al estudió y a la predicación.
Como erudito y gran conocedor del contrapunto, en su obra Prattica di musica, explica los fundamentos de la teoría musical necesarios "para hacer un buen y perfecto cantante"; en la segunda parte de esta obra se dedica a la formación de "un perfecto y buen contapuntista".
Al final de la primera parte hace una descripción y clasificación de los instrumentos musicales de la época.
Hay que destacar su colección de cánones, que forma en conjunto, el tratado más extenso que se posee al respecto.
- Datos: Q1344586
- Multimedia: Lodovico Zacconi / Q1344586